# Нубийский козодой
Нубийский козодой (лат. Caprimulgus nubicus) — вид птиц из семейства настоящих козодоев (Caprimulgidae).

## Описание
Длина птицы составляет 21—22 см. Масса самок — 46—56 г, самцов — 49—69 г. Верхняя часть тела сероватая или желтоватая, с палевой шапочкой с частыми широкими чёрными пестринами. Брюшная часть окрашена в палевый цвет с мелкими чёрными и рыжими пестринами. Радужка и клюв тёмно-коричневые, лапы буроватые или сероватые.

### Питание
Основу питанию составляют жесткокрылые и кузнечики. Охотится чаще всего в полёте, вблизи воды, иногда на земле на около помёта млекопитающих.

### Размножение
Изучено слабо. Вероятно, гнездовой период в Израиле и Иордании с апреля по июль, с мая по сентябрь в Саудовской Аварии, в июне-августе в Сомали, марте-мае — на юге Кении. Гнезда не строит, яйца откладывает в углубление на голую почву, песчаную или карбонатную, часто в основании ствола кустарников. Кладка состоит из 1—2 пятнистых, коричневатых или цвета слоновой кости яиц.

## Места обитания
Типичные местообитания — вади, акациевые редколесья (особенно вблизи воды), заросли тамариска, песчаные редколесья, солончаковые местообитания. Обитает на высотах до 1000 м, изредка до 1650.

## Ареал
Обитает в Джибути, Египте, Израиле, Иордании, Йемене, Кении, Саудовской Аравии, Сомали, Судане, Уганде, Эритрее и Эфиопии.

## Классификация
Международный союз орнитологов выделяет два подвида:
- Caprimulgus nubicus tamaricis Tristram, 1864 — Израиль, южная Иордания, юго-запад Саудовской Аравии, юг и юго-запад Йемена; зимует в Судане, Эритреи, на северо-западе Сомали.
- Caprimulgus nubicus nubicus Lichtenstein, 1823 — Центральный Судан
- Caprimulgus nubicus torridus Lort Phillips, 1898 — центральная Эфиопия, Сомали, Кения, северо-восточная Уганда

Некоторые систематики повышают ранг C. n. tamaricis до самостоятельного вида.